# Nespelem Community
Nespelem Community es un lugar designado por el censo ubicado en el condado de Okanogan en el estado estadounidense de Washington. En el año 2000 tenía una población de 290 habitantes y una densidad poblacional de 4,8 personas por km².

## Geografía
Nespelem Community se encuentra ubicado en las coordenadas 48°9′45″N 118°59′17″O / 48.16250, -118.98806.

## Demografía
Según la Oficina del Censo en 2000 los ingresos medios por hogar en la localidad eran de $39.688, y los ingresos medios por familia eran $48.438. Los hombres tenían unos ingresos medios de $23.750 frente a los $21.667 para las mujeres. La renta per cápita para la localidad era de $12.507. Alrededor del 11,9% de la población estaban por debajo del umbral de pobreza.